# Kościół Nuestra Señora de la Regla w Pájarze
Kościół Nuestra Señora de la Regla w Pájarze – kościół w miejscowości Pájara na hiszpańskiej wyspie Fuertaventura.
Budowę kościoła rozpoczęto w 1645 roku od uzyskiwania pozwoleń. Same prace budowlane rozpoczęły się w 1687 r. i zajęły 25 lat. W XVIII wieku została dobudowana boczna nawa. Barokowy portal ozdobiony jest motywami azteckimi (m.in. zwierząt, Indian, słońca). Dekoracja fasady jest związana z jednym z najbogatszych fundatorów, który pochodził z hiszpańskich kolonii w Ameryce. Najcenniejszą częścią wyposażenia kościoła są pozłacane barokowe ołtarze z XVIII wieku, przy czym w głównym znajduje się figura patronki kościoła wykonana prawdopodobnie pod koniec XVII wieku w Meksyku.
Początkowo kościół służył tylko przyległemu klasztorowi, ale od 1708 r. został pomocniczą świątynią dla parafii z Betancurii.